# Kloster Tautra
Das Kloster Tautra (Monasterium sanctae Mariae in Tuta Insula; Kloster Tuterø) ist eine ehemalige Zisterzienserabtei in Norwegen. Seine Ruine liegt in der norwegischen Kommune Frosta auf der höchsten Erhebung der vom Klima begünstigten Insel Tautra in der Mitte des Trondheimsfjords in Trøndelag.
Kloster Tautra wird auch das unweit des mittelalterlichen Kloster erbaute neue Marienkloster Tautra genannt.

## Geschichte

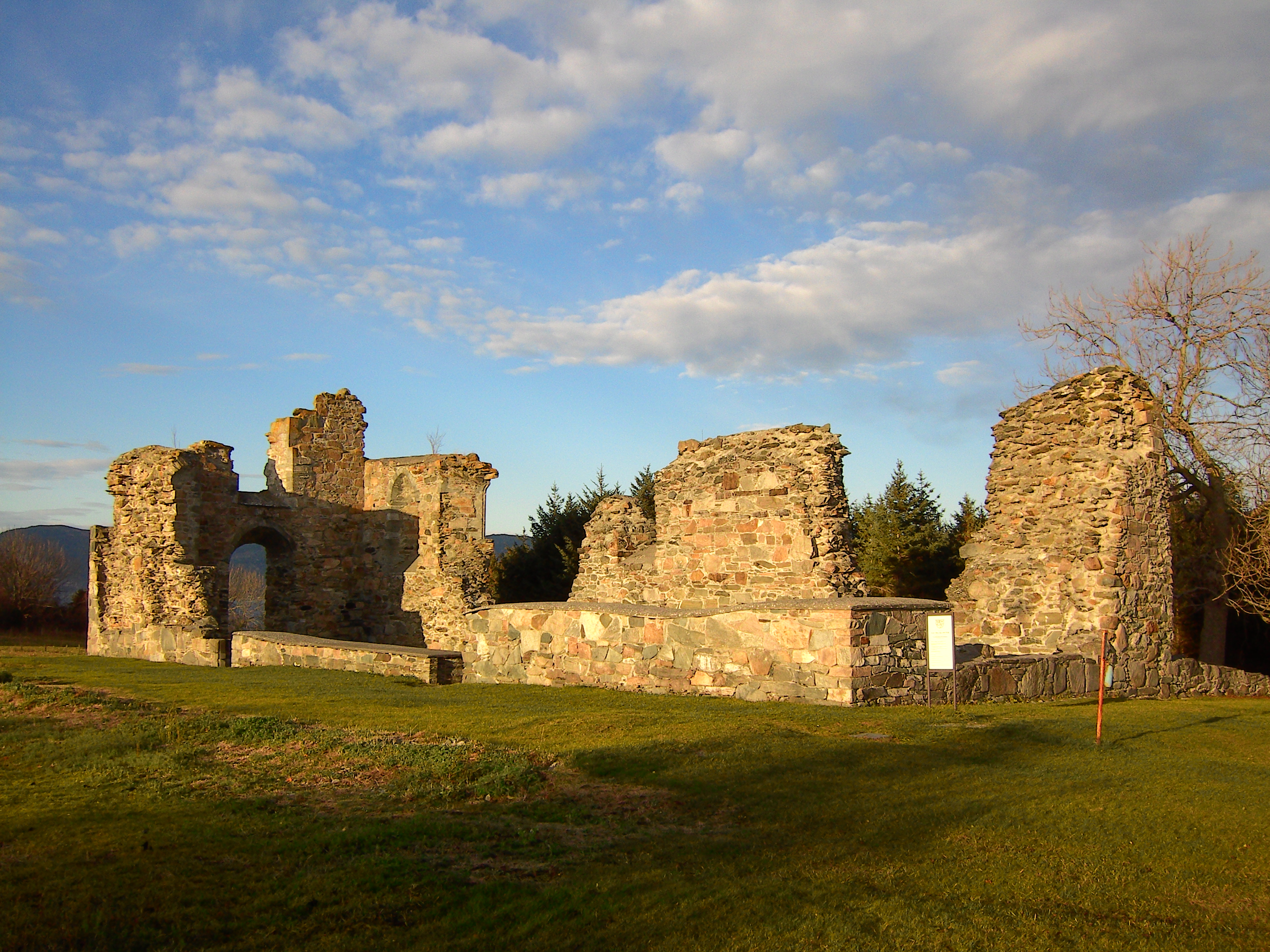
Gesamtansicht der Kirchenruine von Südosten

Gegründet wurde das Kloster im Jahr 1207. Es wurde vom Lysekloster bei Bergen besiedelt, einer Tochter der Fountains Abbey in Yorkshire, England, aus der Filiation von Clairvaux. Möglicherweise ist es die Fortsetzung von Kloster Munkeby. Im Jahr 1254 brannte das Kloster ab. 1532 kam nach der Wahl des Rechtsrats Niel Lykke zum Abt das Ende als selbstständige Abtei. Im Jahr 1537 wurde das Kloster von der Krone eingezogen. Die Klosterruine wurde 1846 von der norwegischen Denkmalschutzvereinigung (Fortidsminneforeningen) erworben, die die Anlage in Teilen sichern und 1879 Ausgrabungen durchführen ließ.

## Anlage und Bauten

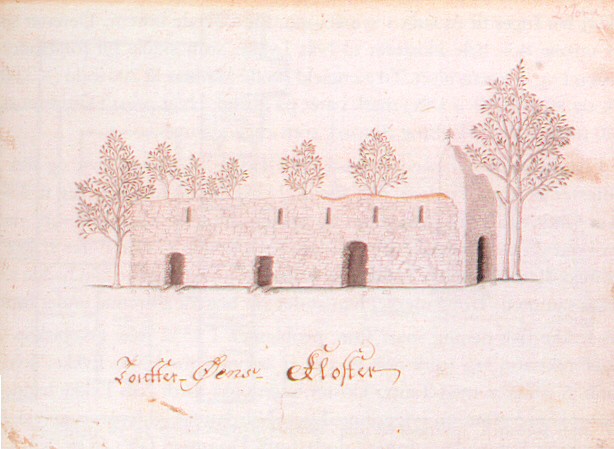
Ansicht der Nordfassade im Jahr 1774 nach Schøning

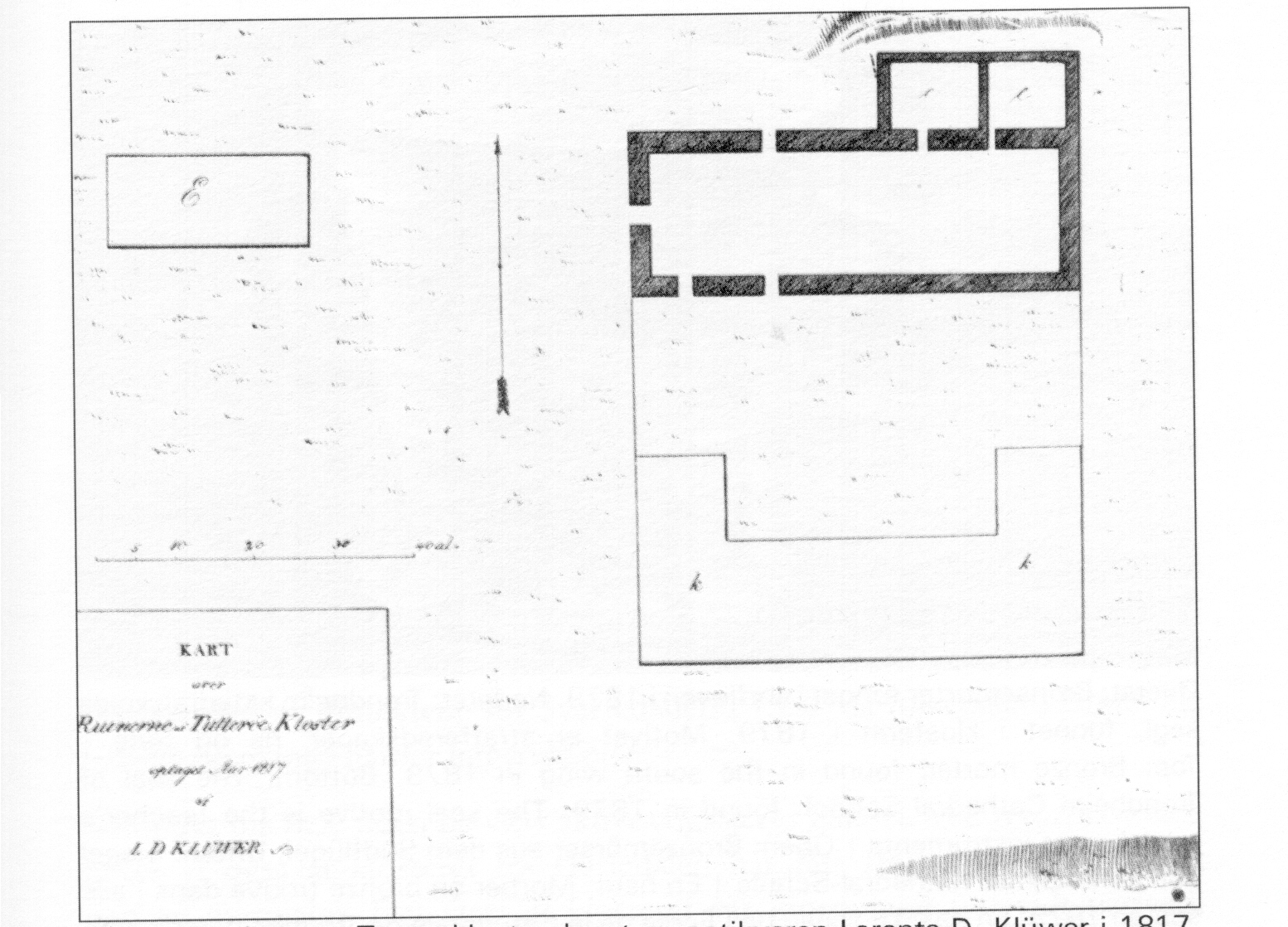
Grundriss der mittelalterlichen Anlage (Klüwer, 1817)

Die Kirchenruine ist 33 mal 10 m groß (Außenmaße 36,5 mal 13,5 m), die Westfassade der Kirche ist teilweise gut erhalten. Neben der Kirche befanden sich die hölzernen Klostergebäude. Unter dem Eingang des Kapitelsaals im Osten fanden sich drei Gräber. Das Refektorium lag im Südflügel. Östlich der Klausur wurden Grundmauern von Steingebäuden, vermutlich von einer spätmittelalterlichen Erweiterung, gefunden.

## Das neue Kloster (Marienkloster Tautra)

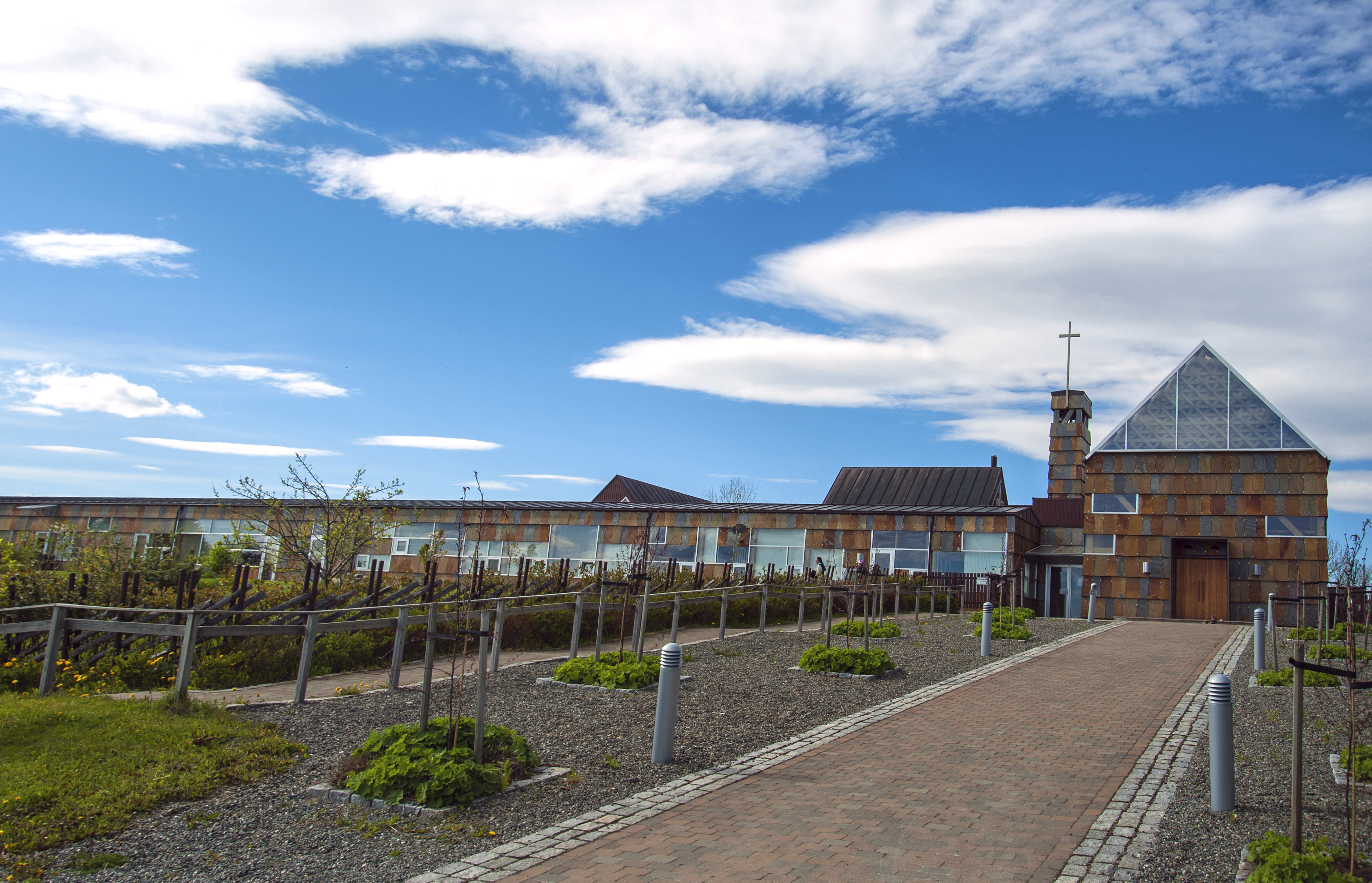
Neues Kloster und Kapelle

Rund 2 km von der Klosterruine wurde 1999 auf dem Westteil der heutigen Insel Tautra (der im Mittelalter von der Klosterinsel noch getrennt war) ein neues Trappistinnenkloster (Tautra Mariakloster) errichtet, das mit einem Konvent aus der Abtei Mississippi in Iowa, USA, besetzt wurde. Dieses erhielt 2006 ein neues Klostergebäude, das der Architekt Jan Olav Jensen entworfen hat und das u. a. den Forum AID Prize 2007 für die beste Architektur in Skandinavien erhielt.
Dem Konvent gehören 16 Trappistinnen an (Stand 2018). Priorin ist Brigitte Pinot.